# II. Ahmed oszmán szultán
II. Ahmed (Isztambul, 1643. február 25. – Drinápoly 1695. február 6.) Ibrahim oszmán szultán és Hatice Muazzez szultána  fia volt, 1691-ben követte testvérét, II. Szulejmánt a trónon ennek halála után.
Legnagyobb jelentőségű intézkedése az volt, hogy megtette Köprülü Musztafát nagyvezírévé. Néhány héttel a szultán megkoronázása után az oszmán haderő megsemmisítő vereséget szenvedett el Szalánkeménnél Badeni Lajos őrgróf seregétől. A harcban maga a nagyvezír is elesett.
II. Ahmed  négyéves uralma alatt katasztrófa katasztrófát követett, míg 1695-ben Ahmed megbetegedett és meghalt, halála után nem sokkal az addigi kisebb összecsapások után újra kiújult a háború Oroszország ellen, amely megújította még az 1686-ban kötött szövetségét a Szent Ligával (akkor három törökellenes hadjáratuk maradt sikertelen).
Családja
Asszonyai
- Rabia szultána
- Sayeste szultána

Gyermekei:
Fiai
- Ibrahim herceg (1692. október 5. – 1703/1714) - Rabiától
- Szelim herceg (1692. október 5. – 1693. május 25.) Rabiától

Lánya
- Asiye szultána (1694. október 23. – 1695. december 9.) Rabiától